# PGA Tour 2017
Navigation
Édition précédente Édition suivante
Le circuit de la PGA 2017 est le circuit nord-américain de golf qui se déroule sur l'année 2017. L’événement est organisé par la Professional Golfers' Association of America (PGA) dont la plupart des tournois se tiennent aux États-Unis. Le PGA est étalé sur 2 années entre les mois d'octobre 2016 et septembre 2017.

## Tournois
| Dates                       | Tournoi                              | Lieu                 | Vainqueur                 | Points |
| --------------------------- | ------------------------------------ | -------------------- | ------------------------- | ------ |
| 13 au 16 octobre            | Safeway Open                         | Californie           | Brendan Steele            | 38     |
| 20 octobre au 23 octobre    | CIMB Classic                         | Malaisie             | Justin Thomas             | 50     |
| 27 au 30 octobre            | Sanderson Farms Championschip        | Mississippi          | Cody Gribble              | 24     |
| 3 au 6 octobre              | WGC-HSBC Champions                   | Chine                | Hideki Matsuyama          | 70     |
| 20 au 23 octobre            | Shriners Hospitals for Children Open | Nevada               | Rod Pampling              | 36     |
| 10 au 13 novembre           | OHL Classic at Riviera Maya          | Mexique              | Pat Perez                 | 30     |
| 19 au 22 novembre           | THE RSM Classic                      | Géorgie              | Mackenzie Hughes          | 32     |
| 24 au 27 novembre           | Coupe du monde de golf               | Melbourne, Australie | Danemark                  | N/A    |
| 2 au 4 décembre             | Hero World Challenge                 | Bahamas              | Hideki Matsuyama          | 46     |
| 8 au 10 décembre            | Franklin Templeton Shootout          | Floride              |                           |        |
| 5 au 8 janvier              | Tournoi des champions SBS            | Hawaï                | Justin Thomas             | 50     |
| 12 au 15 janvier            | Sony Open in Hawaii                  | Hawaii               | Justin Thomas             | 50     |
| 19 au 22 janvier            | CareerBuilder Challenge              | Californie           | Hudson Swafford           | 42     |
| 26 au 29 janvier            | Farmers Insurance Open               | Californie           | Jon Rahm                  | 54     |
| 2 au 5 février              | Waste Management Phoenix Open        | Arizona              | Hideki Matsuyama          | 56     |
| 9 au 12 février             | AT&T Pro-Am                          | Californie           | Jordan Spieth             | 52     |
| 16 au 19 février            | Genesis Open                         | Californie           | Dustin Johnson            | 66     |
| 23 au 26 février            | The Honda Classic                    | Floride              | Rickie Fowler             | 54     |
| 2 au 5 mars                 | Mexico Championship                  | Mexico, Mexique      | Dustin Johnson            | 76     |
| 9 au 12 mars                | Valspar Championschip                | Floride              | Adam Hadwin               | 48     |
| 16 au 19 mars               | Arnold Palmer Invitational           | Floride              | Marc Leishman             | 62     |
| 22 au 26 mars               | Championnat du monde de match-play   | Texas                | Dustin Johnson            | 74     |
| 23 au 26 mars               | Open de Porto Rico                   | Porto Rico           | D.A. Points               | 24     |
| 30 mars au 2 avril          | Shell Houston Open                   | Texas                | Russell Henley            | 50     |
| 6 au 9 avril                | Masters de golf                      | Géorgie              | Sergio García             | 100    |
| 13 au 16 avril              | RBC Heritage                         | Caroline du Sud      | Wesley Bryan              | 48     |
| 20 au 23 avril              | Valero Texas Open                    | Texas                | Kevin Chappell            | 38     |
| 27 au 30 avril              | Zurich Classic of New Orleans        | Louisiane            | Jonas Blixt Cameron Smith |        |
| 4 au 7 mai                  | Wells Fargo Championship             | Caroline du Nord     | Brian Harman              | 50     |
| 11 au 14 mai                | The Players Championship             | Floride              | Kim Si-woo                | 80     |
| 18 au 21 mai                | AT&T Byron Nelson Championschip      | Texas                | Billy Horschel            | 50     |
| 25 au 28 mai                | Dean & Deluca Invitational           | Texas                | Kevin Kisner              | 50     |
| 1 au 4 juin                 | Memorial Tournament                  | Ohio                 | Jason Dufner              | 66     |
| 8 au 11 juin                | FedEx St. Jude Classic               | Tennessee            | Daniel Berger             | 38     |
| 15 au 18 juin               | US Open de golf                      | Pennsylvanie         | Brooks Koepka             | 100    |
| 22 au 25 juin               | Travelers Championship               | Connecticut          | Jordan Spieth             | 52     |
| 29 juin au 2 juillet        | Quicken Loans National               | Maryland             | Kyle Stanley              | 42     |
| 6 au 9 juillet              | Greenbrier Classic                   | Virginie-Occidentale | Xander Schauffele         | 34     |
| 13 au 16 juillet            | John Deere Classic                   | Illinois             | Bryson DeChambeau         | 30     |
| 20 au 23 juillet            | Barbasol Championschip               | Alabama              | Grayson Murray            | 24     |
| 20 au 23 juillet            | The Open Championship                | Angleterre           | Jordan Spieth             | 100    |
| 27 au 30 juillet            | Canadian Open                        | Québec               | Jhonattan Vegas           | 38     |
| 3 au 6 août                 | Barracuda Championship               | Nevada               | Chris Stroud              | 24     |
| 3 au 6 août                 | WGC-Bridgestone Invitational         | Ohio                 | Hideki Matsuyama          | 76     |
| 10 au 13 août               | Championnat de la PGA                | Wisconsin            | Justin Thomas             | 100    |
| 17 au 20 août               | Wyndham Championship                 | Caroline du Nord     | Henrik Stenson            | 34     |
| 24 au 27 août               | The Northern Trust                   | New York             | Dustin Johnson            | 74     |
| 1 au 4 septembre            | Dell Technologies Championship       | Massachusetts        | Justin Thomas             | 74     |
| 14 au 17 septembre          | Championnat BMW                      | Illinois             | Mark Leishman             | 72     |
| 21 au 24 septembre          | The Tour Championship                | Géorgie              | Xander Schauffele         | 60     |
| 28 septembre au 1er octobre | Presidents Cup                       | New Jersey           | États-Unis                | N/A    |

## Classement de la Money List
| Classement | Joueur           | Pays       | Tournois joués | Gains ($) |
| ---------- | ---------------- | ---------- | -------------- | --------- |
| 1          | Justin Thomas    | États-Unis | 25             | 9,921,560 |
| 2          | Jordan Spieth    | États-Unis | 23             | 9,433,033 |
| 3          | Dustin Johnson   | États-Unis | 20             | 8,732,193 |
| 4          | Hideki Matsuyama | Japon      | 22             | 8,380,570 |
| 5          | Jon Rahm         | Espagne    | 23             | 6,123,248 |
| 6          | Rickie Fowler    | États-Unis | 21             | 6,083,197 |
| 7          | Marc Leishman    | Australie  | 25             | 5,866,391 |
| 8          | Brooks Koepka    | États-Unis | 24             | 5,612,397 |
| 9          | Kevin Kisner     | États-Unis | 28             | 4,766,936 |
| 10         | Brian Harman     | États-Unis | 30             | 4,396,470 |